# PASGT

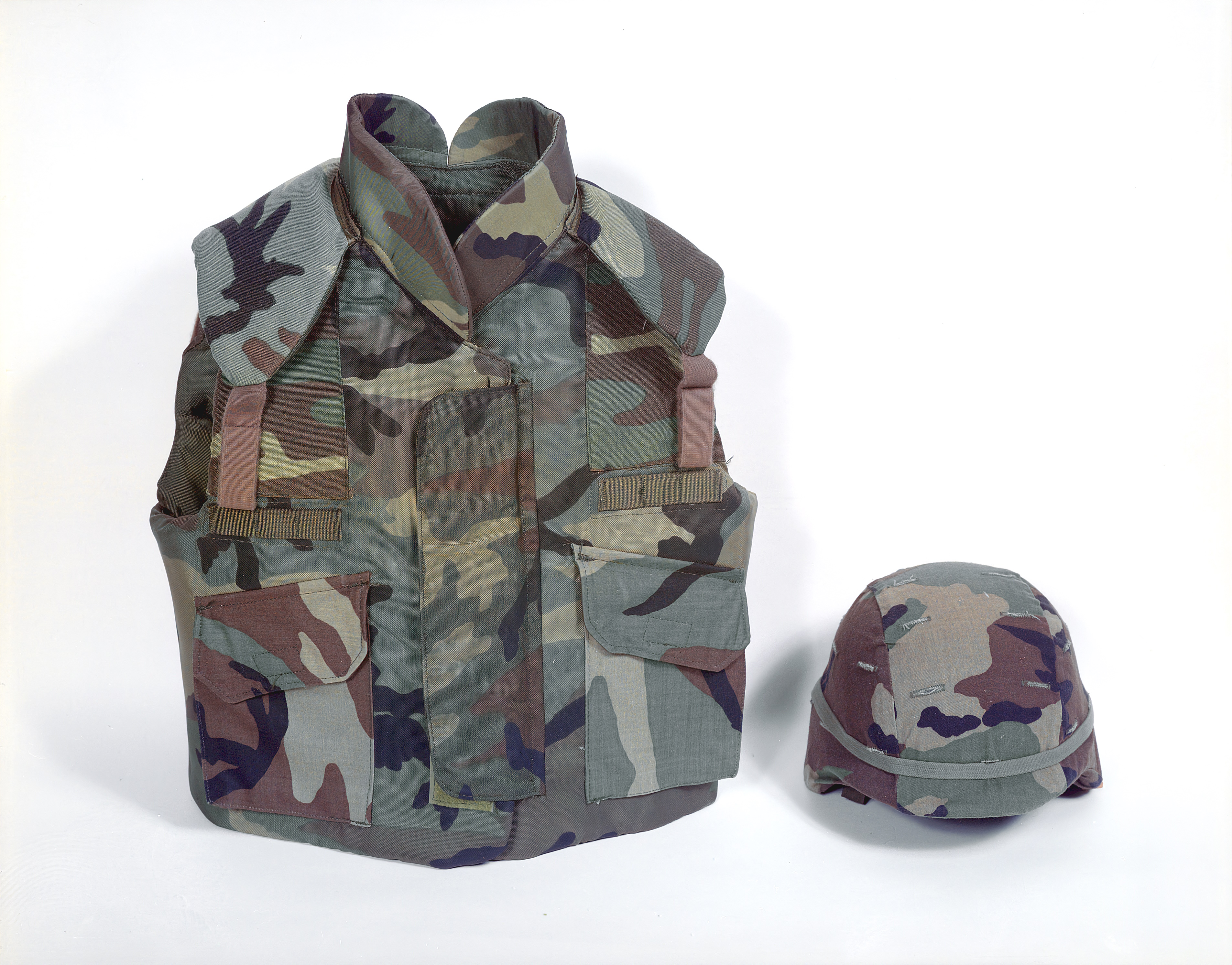
PASGTベストとヘルメット

PASGT（Personnel Armor System for Ground Troops、歩兵向け個人装甲システム。パスゲット）は、アメリカ軍で採用されていたボディアーマーと戦闘用ヘルメットの名称である。
PASGTヘルメット (Personnel Armor System for Ground Troops Helmet、個人防護システム向け地上兵ヘルメット) とPASGTベスト (Personnel Armor System for Ground Troops Vest、個人防護システム向け地上兵ヴェスト) から構成されている。

## PASGTヘルメット

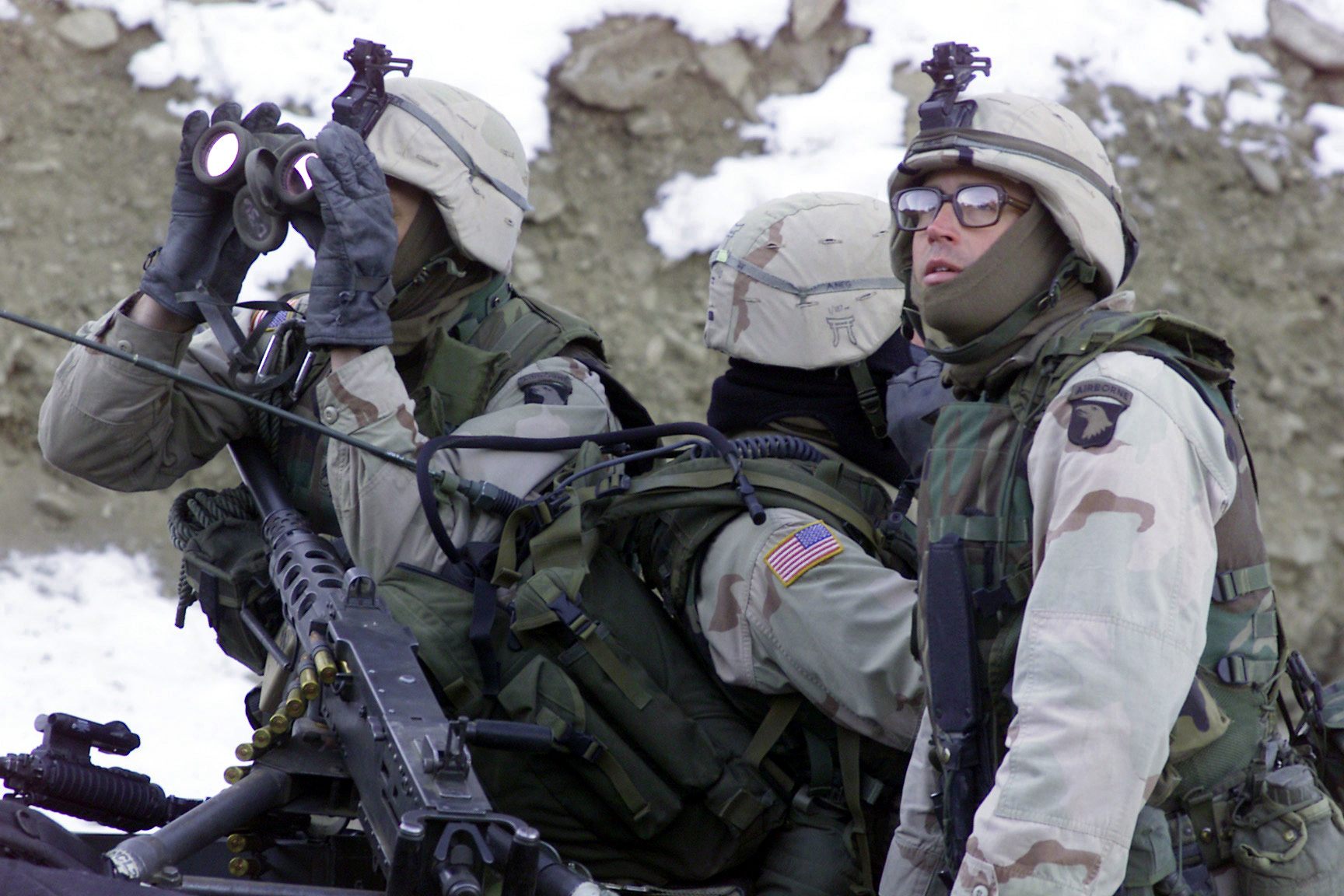
PASGTヘルメットを着用した兵士。前部にナイトビジョン用のアタッチメントが装着されている。

PASGTヘルメットは、M1ヘルメットの後継として採用された戦闘用ヘルメット。K-ポットやフリッツと呼ばれる。ドイツ国防軍のシュタールヘルムに似ているためにこう呼ばれる。（フリッツとはアメリカ軍におけるドイツ兵を意味するスラング）
M1ヘルメットは金属製だったが、PASGTはケブラー製になっており、重量はエキストラスモールで3.1ポンド、エキストララージで4.2ポンド。NIJ規格レベルIIの防護性能を有しており、9x19mmパラベラム弾や.357マグナム弾などの拳銃弾や砲弾の破片などを阻止することが出来るが、小銃弾を防ぐことは出来ない。ヘルメット前部にはAN/PVS-7やAN/PVS-14などのナイトビジョンを装着することが可能となっている。
使い勝手に優れたそのデザインはNATO加盟国や日本など西側諸国の軍隊や警察特殊部隊で広く採用され、冷戦終結後はロシアや中国などでもデザインが採用されている。
北朝鮮では当初、特殊部隊をはじめとする一部の精鋭部隊にのみ配備されていたが、2013年7月27日の朝鮮戦争休戦60周年記念の軍事パレードで、行進する一般歩兵部隊や軍用車両に搭乗している兵士のヘルメットが今までの旧ソ連風の鉄製ヘルメットと異なり、中国人民解放軍と同タイプのPASGTヘルメットやQGF-02ヘルメットに置き換わっていることが映像で確認できる。そのため徐々に普及しているものと思われる。
なお戦闘用ではないが東京消防庁でも材質のみ強化プラスチックとしたほぼ同型の救急ヘルメットが用いられている。
PASGTヘルメットは旧式化が進んだため、アメリカ陸軍とアメリカ空軍ではACH(Advanced Combat Helmet)に、アメリカ海兵隊とアメリカ海軍ではLWH(Lightweight Helmet)にそれぞれ更新された。また、2011年から、それぞれ新型のECHへと更新が進んでいる。

## PASGTベスト

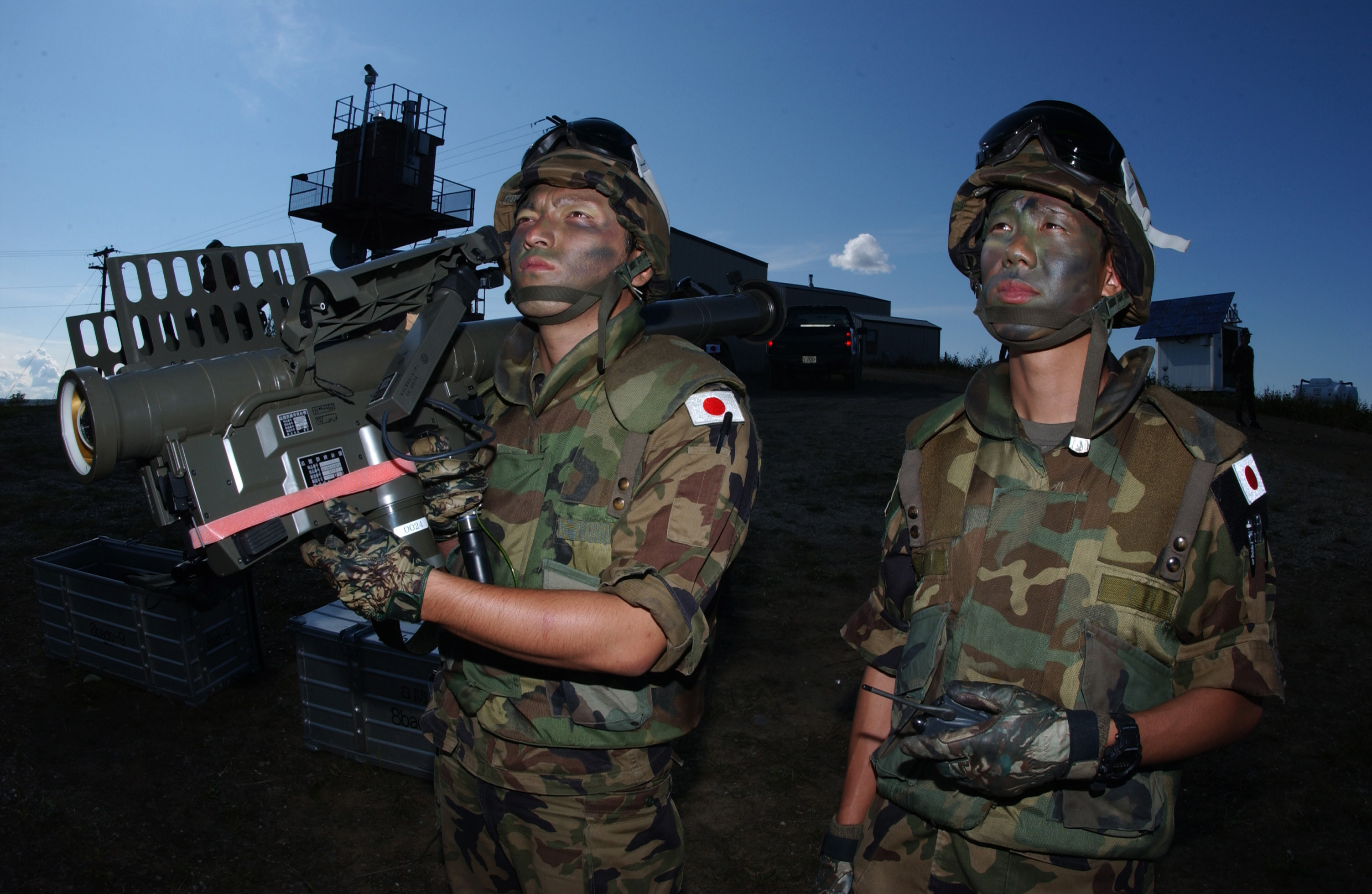
PASGTベストを着用した航空自衛隊の隊員。空自では戦闘防弾チョッキとPASGTベストが併用されている。

PASGTベストは、アメリカ軍でM-1969の後継として採用されたボディアーマー。M-1969で使用されていたナイロンではなく、ケブラーを採用している。重量は約9ポンド。
NIJ規格レベルIIIAの防護性能を有しており、.44マグナム弾や砲弾の破片などを阻止することができるが、小銃弾を阻止することは出来ない。
旧式化が進んだため2000年代前半にインターセプターボディアーマーに更新された。

北朝鮮では中国人民解放軍と同タイプのPASGTベストが特殊部隊をはじめとする一部の精鋭部隊にのみ配備されている。